# Rancsó Dezső
Rancsó Dezső (Ógyalla, 1966. november 13. –) magyar színész.

## Életpályája
Gyermekkorát Hetényben töltötte. 1980–1984 között a komáromi Magyar Tannyelvű Gimnáziumban tanult.
Műkedvelőként kezdett színészkedni falujában, onnan került 1984–1985 között a komáromi Magyar Területi Színházhoz. 1987-től 1991-ig Pozsonyban elvégezte a színész szakot a Színház és Zeneművészeti Akadémián (VŠMU). A főiskola után 1991-től a Veszprémi Petőfi Színház, 1995-től a kecskeméti Katona József Színház, 1998-tól a zalaegerszegi Hevesi Sándor Színház művésze volt. 1999-ben szerződött a Nemzeti Színház társulatához, majd 2000-től, a névváltást követően is a Pesti Magyar Színház társulatának tagja maradt.
Színházi szerepei mellett filmekben játszik és szinkronizál.
Felesége Varga Szilvia színésznő, gyermekük Anna Réka (1998).

## Díjai, elismerései
- Főnix díj (2004, 2010, 2020)[2]
- Szendrő József-díj (2005)
- Iglódi István-emlékgyűrű (2012)[3][4]
- Story Érték-díj (2013)
- Agárdy-emléklánc (2019)[5]
- Ivánka Csaba-díj (2019)[6]
- Farkas-Ratkó-díj (2023)[7]

## Színházi szerepei
| \| Szerző \| A darab címe \| Bemutató dátuma \| S z í n h á z \| Játszott szerep \| \| ----------------------------------------------------------------------------------------------------------------------------------------------- \| -------------------------------------- \| --------------- \| ------------------------------------------------------ \| -------------------------------------------------------------- \| \| Osvald Zahradnik \| Tűzijáték \| 1985. \| Magyar Területi Színház \| Péter \| \| Háy Gyula \| Caliguló \| 1990. \| Komáromi Jókai Színház \| Selanus, vidéki ifjú \| \| Weöres Sándor \| Holdbéli csónakos \| 1990. \| Komáromi Jókai Színház \| Medvefia \| \| Szilágyi László \| Csókos asszony \| 1991. \| Komáromi Jókai Színház \| Dorozsmay Pista \| \| Vándorfi László \| Jézus Krisztus \| 1991. \| Sümegi vár \| Gábriel \| \| William Shakespeare \| Rómeó és Júlia \| 1991. \| Veszprémi Petőfi Színház \| Romeo, Montague fia \| \| Csukás István \| Mesélj, Münchhausen! \| 1992. \| Veszprémi Petőfi Színház \| Féllábú katona \| \| Lázár Ervin \| Bab Berci kalandjai \| 1992. \| Veszprémi Petőfi Színház \| Fiú \| \| Fjodor Mihajlovics Dosztojevszkij, Dan Micu, Horia Lovinescu \| Karamazovok \| 1992. \| Veszprémi Petőfi Színház \| Musialowicz \| \| Asztalos István \| Börtönmusical \| 1992. \| Veszprémi Petőfi Színház \| Al \| \| \| Barokk kori vigasságok \| 1992. \| Veszprémi vár \| Babocsay Ferenc \| \| Sütő András \| Vigyorgó búbánat \| 1992. \| Veszprémi Petőfi Színház \| Csillagvitéz \| \| Harold Pinter \| A gondnok \| 1992. \| Veszprémi Petőfi Színház - Latinovits Zoltán Játékszín \| Mick \| \| Petőfi Sándor \| Tigris és Hiéna \| 1993. \| Veszprémi Petőfi Színház \| Borics \| \| Sütő András \| Vigyorgó búbánat \| 1993. \| Veszprémi Petőfi Színház \| Csillagvitéz \| \| Bohumil Hrabal \| Bambini di Praga \| 1993. \| Veszprémi Petőfi Színház \| Kocsis; Segéd \| \| Leo Stein, Béla Jenbach \| Csárdáskirálynő \| 1993. \| Veszprémi Petőfi Színház \| Bóni gróf \| \| Csemer Géza \| Dankó Pista \| 1993. \| Veszprémi Petőfi Színház \| Dankó Pista \| \| Vándorfi László \| Jézus Krisztus \| 1993. \| Veszprémi vár \| Gábriel \| \| Asztalos István \| Gizella \| 1993. \| Veszprémi Petőfi Színház \| Imre \| \| William Shakespeare \| Lear király \| 1993. \| Veszprémi Petőfi Színház \| Edmund, Gloster törvénytelen fia \| \| Arthur Miller \| Az ügynök halála \| 1994. \| Veszprémi Petőfi Színház \| Happy \| \| Szilágyi László \| Csókos asszony \| 1994. \| Veszprémi Petőfi Színház \| Ibolya \| \| William Shakespeare \| Hamlet \| 1994. \| Veszprémi Petőfi Színház \| Hamlet \| \| Gere István \| Egérfogó \| 1995. \| Veszprémi Petőfi Színház \| Hamlet \| \| Örkény István \| Tóték \| 1995. \| Pécsi Harmadik Színház \| Az Őrnagy \| \| William Shakespeare \| Ahogy tetszik \| 1995. \| Katona József Színház \| Orlando \| \| Martos Ferenc \| Sybill \| 1996. \| Katona József Színház \| Poire, impresszárió \| \| Szilágyi László \| Én és a kisöcsém \| 1996. \| Katona József Színház \| Willy Andersen \| \| Stanisław Ignacy Witkiewicz \| Az őrült és az apáca \| 1996. \| Katona József Színház - Kelemen László Kamaraszínház \| Mieczyslaw Walpurg \| \| Sławomir Mrożek \| Tangó \| 1996. \| Veszprémi Petőfi Színház - Latinovits Zoltán Játékszín \| Artur, a fiú \| \| Petőfi Sándor, Bakonyi Károly \| János vitéz \| 1996. \| Katona József Színház \| Kukorica Jancsi \| \| Tim Rice \| Jézus Krisztus szupersztár \| 1997. \| Katona József Színház \| Júdás \| \| Parti Nagy Lajos \| Ibusár \| 1997. \| Katona József Színház \| Bajkhállóy Richard, huszárkapitány \| \| Szilágyi László, Kellér Dezső \| 3:1 a szerelem javára \| 1998. \| Katona József Színház \| Báró Szirmay Ervin \| \| Ivan Szergejevics Turgenyev \| Egy hónap falun \| 1998. \| Katona József Színház \| Alekszej Nyikolajevics Beljajev, diák, Kolja tanítója, 23 éves \| \| Federico Fellini (filmforgatókönyv), Neil Simon \| Sweet Charity \| 1999. \| Hevesi Sándor Színház \| Oscar \| \| Georges Feydeau \| A férj vadászni jár \| 1999. \| Hevesi Sándor Színház \| Moricel \| \| Friedrich Schiller \| Ármány és szerelem \| 1999. \| Nemzeti Színház \| Ferdinánd, von Walter fia \| \| Pianosa Giorgio; Pozsgai Zsolt \| A család játékai \| 2000. \| Nemzeti Színház \| Salvatore \| \| Madách Imre \| Az ember tragédiája \| 2000. \| Veszprémi Petőfi Színház \| Ádám \| \| Heltai Jenő \| Szépek szépe \| 2000. \| Magyar Színház \| Tulipán, királyfi \| \| Bakonyi Károly \| Mágnás Miska \| 2001. \| Jászai Mari Színház \| Baracs István mérnök \| \| Boldizsár Miklós, Bródy János \| István, a király \| 2001. \| Szegedi Szabadtéri Játékok \| Sur \| \| Szergej Maszlobojscsikov, Prosper Merimée, Alekszandr Szergejevics Puskin, Georges Bizet, Henri Meilhac, Ludovic Halévy, spanyol folklór elemek \| Carmen \| 2001. \| Magyar Színház \| Prosper (Merimée) \| \| William Shakespeare \| Téli rege \| 2001. \| Magyar Színház \| Florizel, Polixenes fia \| \| John-Michae Tebelak \| Godspell \| 2002. \| Magyar Színház \| \| \| Borisz Paszternak, Morcsányi Géza, Szikora János \| Doktor Zsivago \| 2002. \| Győri Nemzeti Színház \| Zsivágó \| \| William Shakespeare \| Vízkereszt, vagy amit akartok \| 2002. \| Magyar Színház \| Sebastian \| \| Oscar Wilde \| Bunbury - avagy Szilárdnak kell lenni \| 2003. \| József Attila Színház \| Jack Worthing, álnevén Szilárd \| \| Bakonyi Károly \| Mágnás Miska \| 2003. \| Gárdonyi Géza Színház \| Baracs István mérnök \| \| Simon Gray \| A játék vége \| 2003. \| Magyar Színház - Sinkovits Imre Színpad \| Benedict \| \| Nyikolaj Vasziljevics Gogol, Vidnyánszky Attila \| Az orr \| 2003. \| Magyar Színház \| Ivan Fjodorovics, orvos \| \| Yasmina Reza \| Egy élet háromszor \| 2004. \| Magyar Színház - Sinkovits Imre Színpad \| Henri \| \| Balázs Ágnes \| Andersen, avagy a mesék meséje \| 2004. \| Magyar Színház \| Andersen \| \| Molière \| Scapin furfangjai \| 2005. \| Városházi Esték - Békéscsaba \| Scapin, Leander szolgája \| \| Anton Pavlovics Csehov \| Platonov \| 2005. \| Zsámbéki Művelődési Központ \| Vojnyicev \| \| Egressy Zoltán \| Reviczky \| 2005. \| Szegedi Nemzeti Színház Kisszínháza \| Koroda Pál \| \| Pozsgai Zsolt \| Szeretlek, fény \| 2006. \| Magyar Színház - Pécsváradi Vár szabadtéri színpada \| Geufréd Apát \| \| Heltai Jenő \| Naftalin \| 2006. \| Játékszín \| Laboda Péter \| \| Valla Attila, Szikora Róbert, (rajzfilm: Nepp József, Ternovszky Béla) \| Macskafogó \| 2006. \| Magyar Színház \| Grabowski \| \| Karl Wittlinger \| Ismeri a tejutat? \| 2006. \| Magyar Színház - Sinkovits Imre Színpad \| A beteg \| \| William Shakespeare \| Hamlet \| 2007. \| Szegedi Nemzeti Színház Kisszínház \| Horatio, Hamlet barátja \| \| Jean Anouilh \| Becket, vagy Isten becsülete \| 2007. \| Magyar Színház \| A kis barát \| \| Szigligeti Ede \| Liliomfi \| 2007. \| Magyar Színház \| Liliomfi \| \| Georges Feydeau \| Fel is út, le is út \| 2008. \| Magyar Színház \| Fontanet, hírlapíró \| \| Guy Bolton, P.G. Woodhouse, Howard Lindsay, Russel Crouse, Cole Porter, Timothy Crouse, John Weidman \| Mi jöhet még?! \| 2008. \| Bakáts téri Szabadtéri Színpad; Magyar Színház \| Lukács \| \| Háy János \| Házasságon innen, házasságon túl \| 2008. \| Magyar Színház - Sinkovits Imre Színpad \| Barát (Gyuri) \| \| Bertolt Brecht \| A szecsuáni jó ember \| 2009. \| Magyar Színház \| Asztalos \| \| Edmond Rostand \| Cyrano de Bergerac \| 2009. \| Pesti Magyar Színház \| Le Bret \| \| Joseph Kesselring \| Arzén és levendula \| 2010. \| Magyar Színház \| Mortimer \| \| Molnár Ferenc \| Liliom \| 2010. \| Magyar Színház \| Orvos; Dr. Reich \| \| David Gieselmann \| Kolpert úr \| 2010. \| Magyar Színház - Sinkovits Imre Színpad \| Pizzás \| \| John Ford \| Kár, hogy kurva \| 2010. \| Pesti Magyar Színház Sinkovits Imre Színpad \| Bonaventura, szerzetes \| \| Georges Feydeau \| Osztrigás Mici \| 2011. \| Pesti Magyar Színház \| Montgicourt doktor \| \| Maros András \| Gyanús mozgások \| 2011. \| Magyar Színház - Sinkovits Imre Színpad \| Kálmán \| \| Julius Brammer, Alfred Grünwald \| Marica grófnő \| 2012. \| Veszprémi Pefőfi Színház \| Báró Zsupán Kálmán, földbirtokos \| \| Lázár Ervin \| A kisfiú meg az oroszlánok \| 2012. \| Pesti Magyar Színház \| Oszkár, cirkuszigazgató \| \| Füst Milán \| Catullus \| 2013. \| Pesti Magyar Színház \| Egnatius \| \| William Shakespeare \| III. Richárd \| 2013. \| Komáromi Jókai Színház \| Buckingham \| \| Szerb Antal, Forgách András \| Holdvilág és utasa \| 2013. \| Vasfüggöny mögötti játéktér \| \| \| Móricz Zsigmond, Szakonyi Károly \| Rokonok \| 2013. \| Jászai Mari Színház, Népház \| Boronkay Ferenc \| \| Ivanyos Ambrus \| Vonalhúzás \| 2014. \| Magyar Színház Sinkovits Imre Színpad \| Fejvadász \| \| Jeney Zoltán \| Rév Fülöp \| 2014. \| Magyar Színház \| Főjövendőmondó \| \| Michael Ende, Faragó Zsuzsa, Fekete Ádám, Laboda Kornél \| Momo \| 2014. \| Budaörsi Latinovits Színház \| Hora Mester \| \| Mihail Afanaszjevics Bulgakov \| Molière, avagy álszentek összeesküvése \| 2015. \| komáromi Jókai Színház \| Nagy Lajos, Franciaország királya \| \| Mihail Afanaszjevics Bulgakov \| Álszentek összeesküvése \| 2015. \| komáromi Jókai Színház \| Nagy Lajos, Franciaország királya \| \| Arnold Wesker, Lőrinczy Attila \| A konyha \| 2015. \| Magyar Színház \| Raymondo \| \| Carlo Goldoni, Török Tamara \| Chioggiai csetepaté \| 2015. \| Magyar Színház \| Altiszt \| \| Richard Rodgers, Oscar Hammerstein, Howard Lindsay, Russel Crouse, Maria Augusta von Trapp, Bátki Mihály, Fábri Péter \| A muzsika hangja \| 2015. \| Pesti Magyar Színház \| Max Detweiler (szerepkettőzés) \| \| Ray Cooney, Komáromy Rudolf \| Család ellen nincs orvosság \| 2016. \| Veszprémi Petőfi Színház \| Dr. Hubert Bonney \| \| Dobozy Imre \| A tizedes meg a többiek \| 2016. \| Magyar Színház \| Gáspár \| \| Böhm György, Korcsmáros György, Horváth Péter, Radványi Géza, Balázs Béla, Dés László \| Valahol Európában \| 2016. \| Magyar Színház \| Tanító \| \| Molière \| A fösvény \| 2017. \| Pesti Magyar Színház \| Anselme, Valere és Mariane apja \| \| \| \| . \| \| \| |                                        |                 |                                                        |                                                                |
| Szerző | A darab címe                           | Bemutató dátuma | S z í n h á z                                          | Játszott szerep                                                |
| Osvald Zahradnik | Tűzijáték                              | 1985.           | Magyar Területi Színház                                | Péter                                                          |
| Háy Gyula | Caliguló                               | 1990.           | Komáromi Jókai Színház                                 | Selanus, vidéki ifjú                                           |
| Weöres Sándor | Holdbéli csónakos                      | 1990.           | Komáromi Jókai Színház                                 | Medvefia                                                       |
| Szilágyi László | Csókos asszony                         | 1991.           | Komáromi Jókai Színház                                 | Dorozsmay Pista                                                |
| Vándorfi László | Jézus Krisztus                         | 1991.           | Sümegi vár                                             | Gábriel                                                        |
| William Shakespeare | Rómeó és Júlia                         | 1991.           | Veszprémi Petőfi Színház                               | Romeo, Montague fia                                            |
| Csukás István | Mesélj, Münchhausen!                   | 1992.           | Veszprémi Petőfi Színház                               | Féllábú katona                                                 |
| Lázár Ervin | Bab Berci kalandjai                    | 1992.           | Veszprémi Petőfi Színház                               | Fiú                                                            |
| Fjodor Mihajlovics Dosztojevszkij, Dan Micu, Horia Lovinescu | Karamazovok                            | 1992.           | Veszprémi Petőfi Színház                               | Musialowicz                                                    |
| Asztalos István | Börtönmusical                          | 1992.           | Veszprémi Petőfi Színház                               | Al                                                             |
| | Barokk kori vigasságok                 | 1992.           | Veszprémi vár                                          | Babocsay Ferenc                                                |
| Sütő András | Vigyorgó búbánat                       | 1992.           | Veszprémi Petőfi Színház                               | Csillagvitéz                                                   |
| Harold Pinter | A gondnok                              | 1992.           | Veszprémi Petőfi Színház - Latinovits Zoltán Játékszín | Mick                                                           |
| Petőfi Sándor | Tigris és Hiéna                        | 1993.           | Veszprémi Petőfi Színház                               | Borics                                                         |
| Sütő András | Vigyorgó búbánat                       | 1993.           | Veszprémi Petőfi Színház                               | Csillagvitéz                                                   |
| Bohumil Hrabal | Bambini di Praga                       | 1993.           | Veszprémi Petőfi Színház                               | Kocsis; Segéd                                                  |
| Leo Stein, Béla Jenbach | Csárdáskirálynő                        | 1993.           | Veszprémi Petőfi Színház                               | Bóni gróf                                                      |
| Csemer Géza | Dankó Pista                            | 1993.           | Veszprémi Petőfi Színház                               | Dankó Pista                                                    |
| Vándorfi László | Jézus Krisztus                         | 1993.           | Veszprémi vár                                          | Gábriel                                                        |
| Asztalos István | Gizella                                | 1993.           | Veszprémi Petőfi Színház                               | Imre                                                           |
| William Shakespeare | Lear király                            | 1993.           | Veszprémi Petőfi Színház                               | Edmund, Gloster törvénytelen fia                               |
| Arthur Miller | Az ügynök halála                       | 1994.           | Veszprémi Petőfi Színház                               | Happy                                                          |
| Szilágyi László | Csókos asszony                         | 1994.           | Veszprémi Petőfi Színház                               | Ibolya                                                         |
| William Shakespeare | Hamlet                                 | 1994.           | Veszprémi Petőfi Színház                               | Hamlet                                                         |
| Gere István | Egérfogó                               | 1995.           | Veszprémi Petőfi Színház                               | Hamlet                                                         |
| Örkény István | Tóték                                  | 1995.           | Pécsi Harmadik Színház                                 | Az Őrnagy                                                      |
| William Shakespeare | Ahogy tetszik                          | 1995.           | Katona József Színház                                  | Orlando                                                        |
| Martos Ferenc | Sybill                                 | 1996.           | Katona József Színház                                  | Poire, impresszárió                                            |
| Szilágyi László | Én és a kisöcsém                       | 1996.           | Katona József Színház                                  | Willy Andersen                                                 |
| Stanisław Ignacy Witkiewicz | Az őrült és az apáca                   | 1996.           | Katona József Színház - Kelemen László Kamaraszínház   | Mieczyslaw Walpurg                                             |
| Sławomir Mrożek | Tangó                                  | 1996.           | Veszprémi Petőfi Színház - Latinovits Zoltán Játékszín | Artur, a fiú                                                   |
| Petőfi Sándor, Bakonyi Károly | János vitéz                            | 1996.           | Katona József Színház                                  | Kukorica Jancsi                                                |
| Tim Rice | Jézus Krisztus szupersztár             | 1997.           | Katona József Színház                                  | Júdás                                                          |
| Parti Nagy Lajos | Ibusár                                 | 1997.           | Katona József Színház                                  | Bajkhállóy Richard, huszárkapitány                             |
| Szilágyi László, Kellér Dezső | 3:1 a szerelem javára                  | 1998.           | Katona József Színház                                  | Báró Szirmay Ervin                                             |
| Ivan Szergejevics Turgenyev | Egy hónap falun                        | 1998.           | Katona József Színház                                  | Alekszej Nyikolajevics Beljajev, diák, Kolja tanítója, 23 éves |
| Federico Fellini (filmforgatókönyv), Neil Simon | Sweet Charity                          | 1999.           | Hevesi Sándor Színház                                  | Oscar                                                          |
| Georges Feydeau | A férj vadászni jár                    | 1999.           | Hevesi Sándor Színház                                  | Moricel                                                        |
| Friedrich Schiller | Ármány és szerelem                     | 1999.           | Nemzeti Színház                                        | Ferdinánd, von Walter fia                                      |
| Pianosa Giorgio; Pozsgai Zsolt | A család játékai                       | 2000.           | Nemzeti Színház                                        | Salvatore                                                      |
| Madách Imre | Az ember tragédiája                    | 2000.           | Veszprémi Petőfi Színház                               | Ádám                                                           |
| Heltai Jenő | Szépek szépe                           | 2000.           | Magyar Színház                                         | Tulipán, királyfi                                              |
| Bakonyi Károly | Mágnás Miska                           | 2001.           | Jászai Mari Színház                                    | Baracs István mérnök                                           |
| Boldizsár Miklós, Bródy János | István, a király                       | 2001.           | Szegedi Szabadtéri Játékok                             | Sur                                                            |
| Szergej Maszlobojscsikov, Prosper Merimée, Alekszandr Szergejevics Puskin, Georges Bizet, Henri Meilhac, Ludovic Halévy, spanyol folklór elemek | Carmen                                 | 2001.           | Magyar Színház                                         | Prosper (Merimée)                                              |
| William Shakespeare | Téli rege                              | 2001.           | Magyar Színház                                         | Florizel, Polixenes fia                                        |
| John-Michae Tebelak | Godspell                               | 2002.           | Magyar Színház                                         |                                                                |
| Borisz Paszternak, Morcsányi Géza, Szikora János | Doktor Zsivago                         | 2002.           | Győri Nemzeti Színház                                  | Zsivágó                                                        |
| William Shakespeare | Vízkereszt, vagy amit akartok          | 2002.           | Magyar Színház                                         | Sebastian                                                      |
| Oscar Wilde | Bunbury - avagy Szilárdnak kell lenni  | 2003.           | József Attila Színház                                  | Jack Worthing, álnevén Szilárd                                 |
| Bakonyi Károly | Mágnás Miska                           | 2003.           | Gárdonyi Géza Színház                                  | Baracs István mérnök                                           |
| Simon Gray | A játék vége                           | 2003.           | Magyar Színház - Sinkovits Imre Színpad                | Benedict                                                       |
| Nyikolaj Vasziljevics Gogol, Vidnyánszky Attila | Az orr                                 | 2003.           | Magyar Színház                                         | Ivan Fjodorovics, orvos                                        |
| Yasmina Reza | Egy élet háromszor                     | 2004.           | Magyar Színház - Sinkovits Imre Színpad                | Henri                                                          |
| Balázs Ágnes | Andersen, avagy a mesék meséje         | 2004.           | Magyar Színház                                         | Andersen                                                       |
| Molière | Scapin furfangjai                      | 2005.           | Városházi Esték - Békéscsaba                           | Scapin, Leander szolgája                                       |
| Anton Pavlovics Csehov | Platonov                               | 2005.           | Zsámbéki Művelődési Központ                            | Vojnyicev                                                      |
| Egressy Zoltán | Reviczky                               | 2005.           | Szegedi Nemzeti Színház Kisszínháza                    | Koroda Pál                                                     |
| Pozsgai Zsolt | Szeretlek, fény                        | 2006.           | Magyar Színház - Pécsváradi Vár szabadtéri színpada    | Geufréd Apát                                                   |
| Heltai Jenő | Naftalin                               | 2006.           | Játékszín                                              | Laboda Péter                                                   |
| Valla Attila, Szikora Róbert, (rajzfilm: Nepp József, Ternovszky Béla) | Macskafogó                             | 2006.           | Magyar Színház                                         | Grabowski                                                      |
| Karl Wittlinger | Ismeri a tejutat?                      | 2006.           | Magyar Színház - Sinkovits Imre Színpad                | A beteg                                                        |
| William Shakespeare | Hamlet                                 | 2007.           | Szegedi Nemzeti Színház Kisszínház                     | Horatio, Hamlet barátja                                        |
| Jean Anouilh | Becket, vagy Isten becsülete           | 2007.           | Magyar Színház                                         | A kis barát                                                    |
| Szigligeti Ede | Liliomfi                               | 2007.           | Magyar Színház                                         | Liliomfi                                                       |
| Georges Feydeau | Fel is út, le is út                    | 2008.           | Magyar Színház                                         | Fontanet, hírlapíró                                            |
| Guy Bolton, P.G. Woodhouse, Howard Lindsay, Russel Crouse, Cole Porter, Timothy Crouse, John Weidman | Mi jöhet még?!                         | 2008.           | Bakáts téri Szabadtéri Színpad; Magyar Színház         | Lukács                                                         |
| Háy János | Házasságon innen, házasságon túl       | 2008.           | Magyar Színház - Sinkovits Imre Színpad                | Barát (Gyuri)                                                  |
| Bertolt Brecht | A szecsuáni jó ember                   | 2009.           | Magyar Színház                                         | Asztalos                                                       |
| Edmond Rostand | Cyrano de Bergerac                     | 2009.           | Pesti Magyar Színház                                   | Le Bret                                                        |
| Joseph Kesselring | Arzén és levendula                     | 2010.           | Magyar Színház                                         | Mortimer                                                       |
| Molnár Ferenc | Liliom                                 | 2010.           | Magyar Színház                                         | Orvos; Dr. Reich                                               |
| David Gieselmann | Kolpert úr                             | 2010.           | Magyar Színház - Sinkovits Imre Színpad                | Pizzás                                                         |
| John Ford | Kár, hogy kurva                        | 2010.           | Pesti Magyar Színház Sinkovits Imre Színpad            | Bonaventura, szerzetes                                         |
| Georges Feydeau | Osztrigás Mici                         | 2011.           | Pesti Magyar Színház                                   | Montgicourt doktor                                             |
| Maros András | Gyanús mozgások                        | 2011.           | Magyar Színház - Sinkovits Imre Színpad                | Kálmán                                                         |
| Julius Brammer, Alfred Grünwald | Marica grófnő                          | 2012.           | Veszprémi Pefőfi Színház                               | Báró Zsupán Kálmán, földbirtokos                               |
| Lázár Ervin | A kisfiú meg az oroszlánok             | 2012.           | Pesti Magyar Színház                                   | Oszkár, cirkuszigazgató                                        |
| Füst Milán | Catullus                               | 2013.           | Pesti Magyar Színház                                   | Egnatius                                                       |
| William Shakespeare | III. Richárd                           | 2013.           | Komáromi Jókai Színház                                 | Buckingham                                                     |
| Szerb Antal, Forgách András | Holdvilág és utasa                     | 2013.           | Vasfüggöny mögötti játéktér                            |                                                                |
| Móricz Zsigmond, Szakonyi Károly | Rokonok                                | 2013.           | Jászai Mari Színház, Népház                            | Boronkay Ferenc                                                |
| Ivanyos Ambrus | Vonalhúzás                             | 2014.           | Magyar Színház Sinkovits Imre Színpad                  | Fejvadász                                                      |
| Jeney Zoltán | Rév Fülöp                              | 2014.           | Magyar Színház                                         | Főjövendőmondó                                                 |
| Michael Ende, Faragó Zsuzsa, Fekete Ádám, Laboda Kornél | Momo                                   | 2014.           | Budaörsi Latinovits Színház                            | Hora Mester                                                    |
| Mihail Afanaszjevics Bulgakov | Molière, avagy álszentek összeesküvése | 2015.           | komáromi Jókai Színház                                 | Nagy Lajos, Franciaország királya                              |
| Mihail Afanaszjevics Bulgakov | Álszentek összeesküvése                | 2015.           | komáromi Jókai Színház                                 | Nagy Lajos, Franciaország királya                              |
| Arnold Wesker, Lőrinczy Attila | A konyha                               | 2015.           | Magyar Színház                                         | Raymondo                                                       |
| Carlo Goldoni, Török Tamara | Chioggiai csetepaté                    | 2015.           | Magyar Színház                                         | Altiszt                                                        |
| Richard Rodgers, Oscar Hammerstein, Howard Lindsay, Russel Crouse, Maria Augusta von Trapp, Bátki Mihály, Fábri Péter | A muzsika hangja                       | 2015.           | Pesti Magyar Színház                                   | Max Detweiler (szerepkettőzés)                                 |
| Ray Cooney, Komáromy Rudolf | Család ellen nincs orvosság            | 2016.           | Veszprémi Petőfi Színház                               | Dr. Hubert Bonney                                              |
| Dobozy Imre | A tizedes meg a többiek                | 2016.           | Magyar Színház                                         | Gáspár                                                         |
| Böhm György, Korcsmáros György, Horváth Péter, Radványi Géza, Balázs Béla, Dés László | Valahol Európában                      | 2016.           | Magyar Színház                                         | Tanító                                                         |
| Molière | A fösvény                              | 2017.           | Pesti Magyar Színház                                   | Anselme, Valere és Mariane apja                                |
| |                                        | .               |                                                        |                                                                |

### Jelenleg játszott szerepei
Az utolsó módosítás ebben a szakaszban:  2019. április 14., 15:43 (CEST)
A Pesti Magyar Színházban:
- Richard Rodgers, Oscar Hammerstein, Howard Lindsay, Russel Crouse, Maria Augusta von Trapp, Bátki Mihály, Fábri Péter: A muzsika hangja - MAX DETWEILER
- Dés László, Nemes István, Böhm György, Korcsmáros György, Horváth Péter, Radványi Géza, Balázs Béla: Valahol Európában - TANÍTÓ[9]
- Molière: A fösvény - ANSELME[10]
- Háy János: Utánképzés ittas vezetőknek - SÁNDOR, építőmérnök, projektvezető egy építőipari cégnél
- Háy János: Házasságon innen, házasságon túl - BARÁT (Gyuri)
- Maurice Hennequin, Pierre Veber: Folytassa, Ciceró! - MOULAINE, BIENASSIS
- Vajda Katalin: Legyetek jók, ha tudtok! - JACOMO, fazekas mester
- Dušan Kovačević: A maratonfutók tiszteletkört futnak - Topalovity Laki, Milutin fia

## Filmszerepei
- 1995, Patika (sorozat) - Rendőr
- 1996, Szamba (filmszatíra) - Vili
- 1998, Kisváros (sorozat) - Nyomozó
- 2004, Barátok közt (sorozat) - Zsolt futára
- 2006, A herceg haladéka - Taxisofőr
- 2013, Hacktion: Újratöltve (sorozat) - Molnár Tibor
- 2014, Kiss Me Hard (rövidfilm) - A férfi
- 2014, Munkaügyek (sorozat) - Csongor Fekete
- 2015, Liza, a rókatündér (játékfilm) - Kéményseprő
- 2017, Barátok közt (sorozat) – Dr. Huszti Ábel
- 2017, Tóth János (sorozat) – Kádár
- 2019, Cseppben az élet (sorozat) – Aczél György[11]
- 2020, Drága örökösök (sorozat) - Bíró
- 2022, Pacsirta (filmdráma) - Vajkay
- 2022, A mi kis falunk (sorozat) - Őrizetes
- 2022, Blokád (filmdráma)
- 2024, A renitens (sorozat) - Fanni apja